# イ・アロム
イ・アロム（ハングル表記：이아롬、1984年1月17日 - ）は、大韓民国のKBS昌原放送総局所属のアナウンサー。2008年にKBSの第34期公開採用でアナウンサーとして採用された。『KBSニュース9 慶南』で司会進行を務めた。